# Дгваба
Дгваба (груз. დღვაბა) — село в Грузії.
За даними перепису населення 2014 року в селі проживає 237 особи.